# Информаторы (фильм)
«Информа́торы» (англ. The Informers) — криминальный фильм Грегора Джордана. Сценарий фильма написали Брет Истон Эллис и Николас Джарекки. Фильм снят по мотивам одноимённого сборника рассказов Эллиса, вышедшего в 1994 году. Съёмки фильма проходили в Лос-Анджелесе, Уругвае и Буэнос-Айресе. Это последний фильм, в котором снялся актёр Брэд Ренфро, умерший 15 января 2008 года в возрасте 25 лет.
Статья, опубликованная Reuters, описывает сюжет фильма, как «семь историй, происходящих в течение недели в жизни киноактёров, рок-звёзд, вампира и других нравственно неоднозначных персонажей». Действие фильма разворачивается в Лос-Анджелесе 1980-х гг. Тем не менее, сцены со сверхъестественным в финальную версию фильма не вошли.

## В ролях
- Джон Фостер — Грэм
- Ким Бейсингер — Лора
- Билли Боб Торнтон — Уильям
- Кэмерон Гудман — Сьюзан
- Вайнона Райдер — Шерил Лейн
- Эмбер Херд — Кристи
- Аарон Хаймилстайн — Рэймонд
- Лоу Тэйлор Пуччи — Тим Прайс
- Крис Айзек — Лес Прайс
- Джессика Строуп — Рэйчел
- Мел Рэйдо — Брайан Митроу
- Брэд Ренфро — Джек
- Микки Рурк — Питер
- Рис Иванс — Роджер
- Анджела Сарафян — Мэри
- Симона Кесселл — Нина Митроу
- Сьюзан Форд — мама Брюса
- Кэти Миксон — Пэтти
- Остин Николс — Мартин
- Диего Клаттенхофф — Дёрк

## Создание фильма
Съёмки фильма начались 12 октября 2007 года в Лос-Анджелесе, а затем переместились в Уругвай и Буэнос-Айрес.
Актёр Джон Фостер объявил, что из экранизации были убраны все элементы со сверхъестественным, которые присутствуют в рассказах, включая вампиров и зомби.
Первоначально Брендон Рут играл роль Джейми, но в окончательном варианте фильма его нет, так как из экранизации было решено изъять все «вампирские сцены». Роль Кристи первоначально играла Эшли Олсен, но она выбыла из проекта и была заменена Херд.

## Выход фильма
Премьера фильма состоялась 22 января 2009 года на кинофестивале Sundance Film Festival.